# Norvald Yri
Norvald Yri (* 2. července 1941, Hareid – 12. srpna 2018) byl norský luterský teolog, misionář, překladatel a publicista.
Misijně působil v Etiopii a Tanzanii. Přednášel na Lutheran Theological College v Makumiře v Tanzanii a na misijním semináři Fjellhaug Skoler v Oslu.
Je autorem monografií Quest for authority, Hva er målet for din reise? aj. Roku 2011 vyšla jeho autobiografie Fanget av den store nyheten. Přispíval též např. do East African Journal of Evangelical Theology. Podílel se na překladu Bible do norštiny Bibelen Guds Ord.
Byl jedním ze zakladatelů konzervativních novin Norge I DAG.
Byl dvakrát ženat – s Gjertrud roz. Altin (1941–1994), s níž měl 5 dětí, a následně s Annou roz. Aarsland (*1946).